# GM대우 매그너스
GM대우 매그너스(GM Daewoo Magnus)는 대우자동차의 중형차이다. 

## 1세대(V200)

### 매그너스(1999년12월~2006년1월)

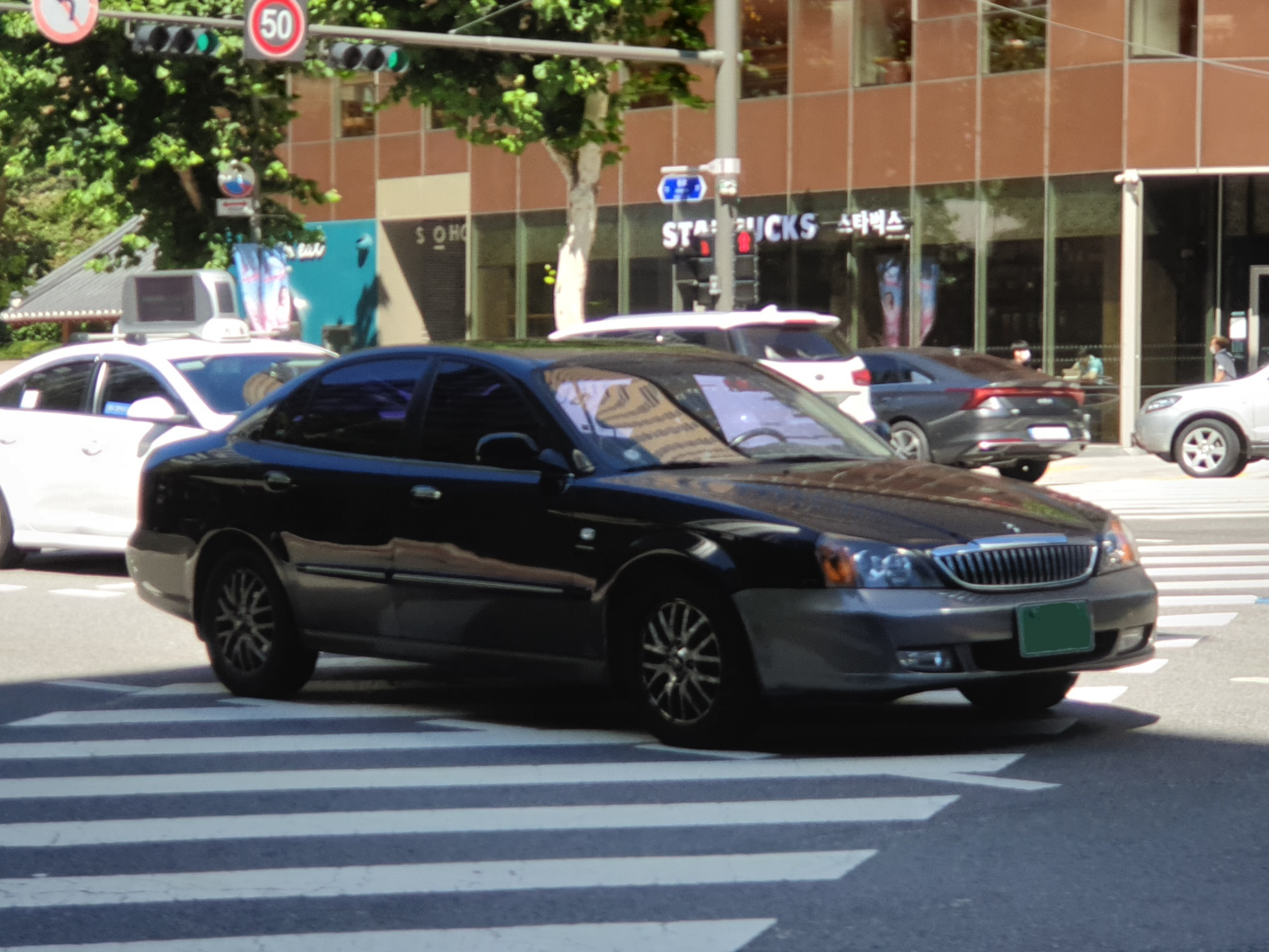
GM대우 L6 매그너스(이글) 정측면

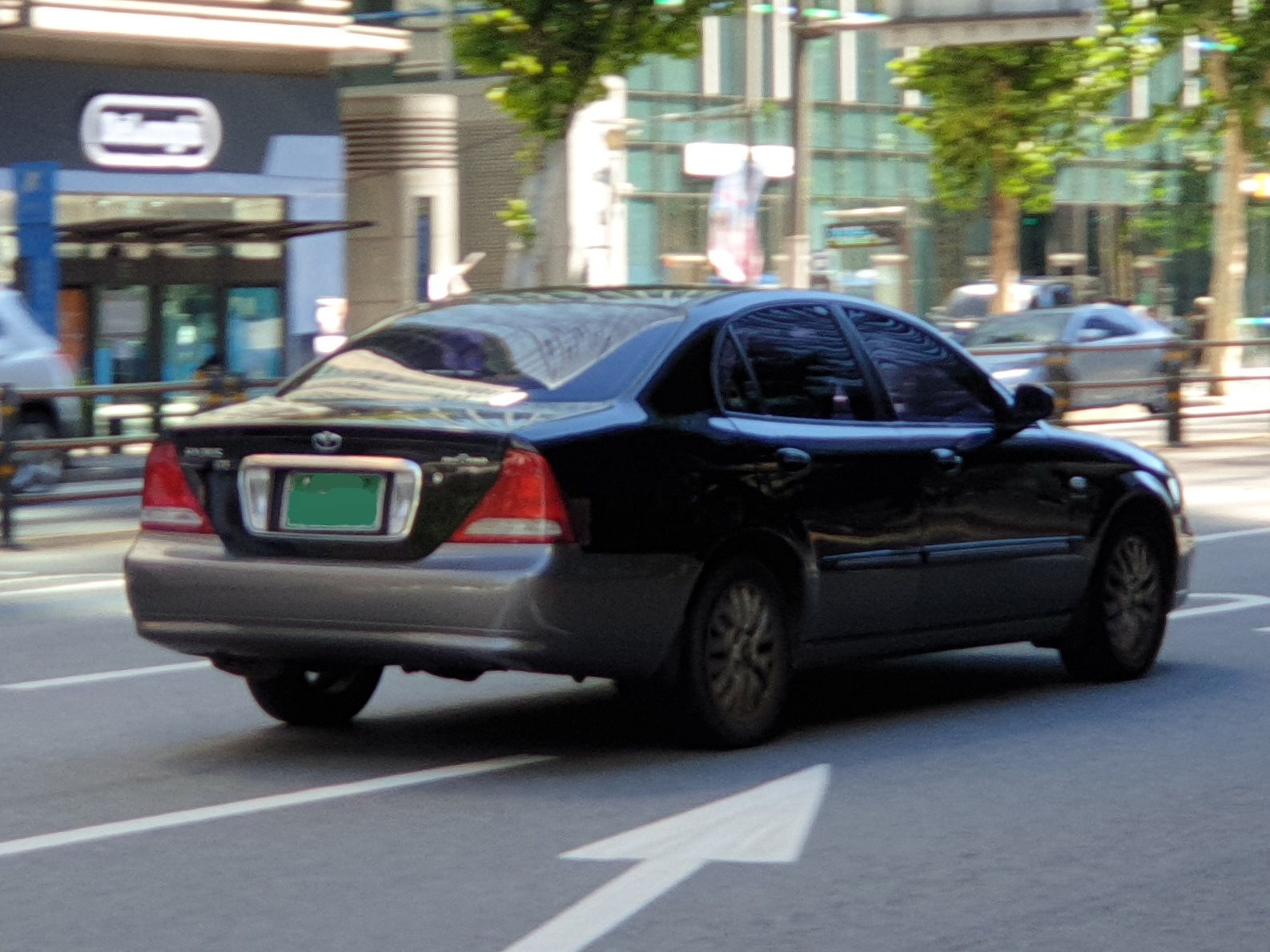
GM대우 L6 매그너스(이글) 후측면

개발명은 V200로, 1997년에 레간자의 개발이 끝날 무렵부터 24개월 동안 2,200억 원을 들여 개발하였다. 당초 브로엄의 후속 차종인 준대형차로 개발되었으나, 계획 변동으로 인하여 브로엄뿐만 아니라 레간자의 고급 사양도 대체하는 고급 중형차로 자리매김하였다. 외부 디자인은 조르제토 주지아로가 이끄는 이탈리아의 이탈디자인이 맡았고, 내부 디자인은 대우자동차 디자인 포럼에서 맡았다. 1999년 11월 23일에 선보여 같은해 12월 2일부터 판매가 시작되었으며, 타이완에서도 현지 생산되었다. 듀얼 에어백은 물론 1열 사이드 에어백, 급출발 연료 차단 장치, 자동 외기 차단 시스템과 5.8인치 AV 시스템 등이 장착되었다. 출시 당시의 엔진 종류는 직렬 4기통 2.0L SOHC 가솔린 엔진과 직렬 4기통 2.0L DOHC 가솔린 엔진이 있었고, 뒤이어 직렬 4기통 2.0L SOHC LPG 엔진과 직렬 6기통 2.0L DOHC 가솔린 엔진, 직렬 6기통 2.5L DOHC 가솔린 엔진이 추가되었다. 여기에 5단 수동변속기나 4단 자동변속기를 조합하였다. 매그너스에 쓰인 직렬 6기통 2.0L DOHC 가솔린 엔진(XK 엔진)은 볼보 S80 이후 두 번째로 전륜구동 승용차에 쓰인 가로로 배치된 직렬 6기통 엔진으로, 이 엔진이 장착된 트림은 L6라는 서브 네임이 붙었다.
- 2000년 10월에 3단 가로형 라디에이터 그릴을 벌집 형태로 바꾸고, 낮에는 흰색, 밤에는 에메랄드 색상으로 표시되는 계기판을 적용하여 스포티 감각을 강조한 이글이 등장하였고, 기존 트림은 클래식이라는 이름으로 재편성되었다.
- 2002년에는 해외 시장으로도 수출되기 시작하였으며, 유럽에서는 대우 에반다로 판매되었다.
- 2002년 11월에는 지난해 10월에 GM대우오토앤테크놀러지 출범하였고, 세계 최초로 전륜 구동 승용차에 2500cc 직렬 6기통 횡치엔진을 장착한 2.5 트림을 추가됐다.
- 2004년 8월 29일엔 2005년형이 출시되었고, 2005년 하반기에 2006년형이 출시되었다.
- 2006년 1월에 마이너 체인지 차종인 토스카가 출시되어 단종되었다.

SBS 드라마 파리의 연인에서 박신양이 몰고 다니는 차로 나오는데, 해당 차량은 매그너스 중 가장 최상급 트림인 그라나다 블랙 & 웜 미드 그레이 투톤 색상의 클래식 L6 2.5 트림이다. 박신양은 방송이 끝난 직후에 광고 모델로 발탁되기까지 하였다.

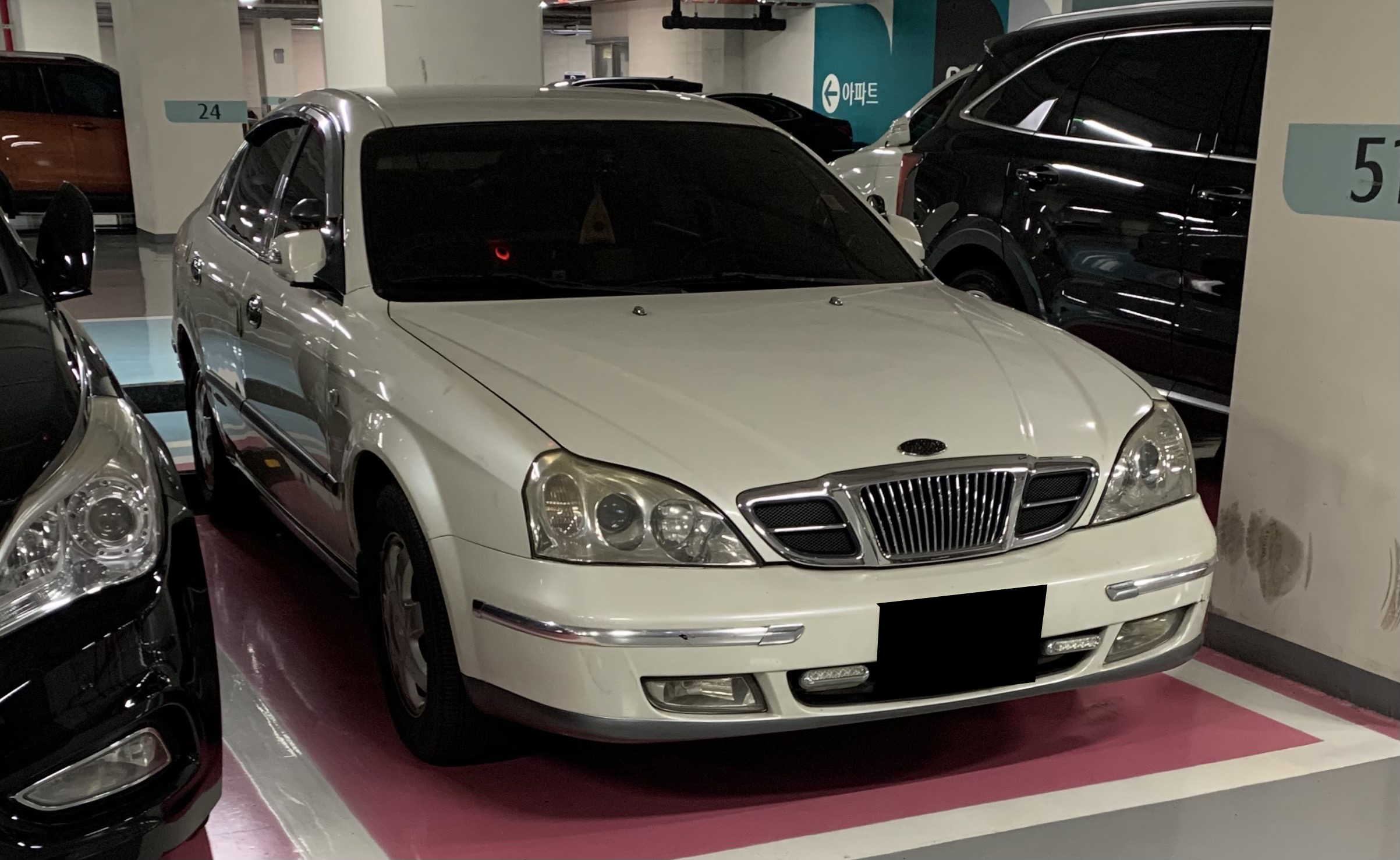
GM대우 매그너스(클래식) 정측면
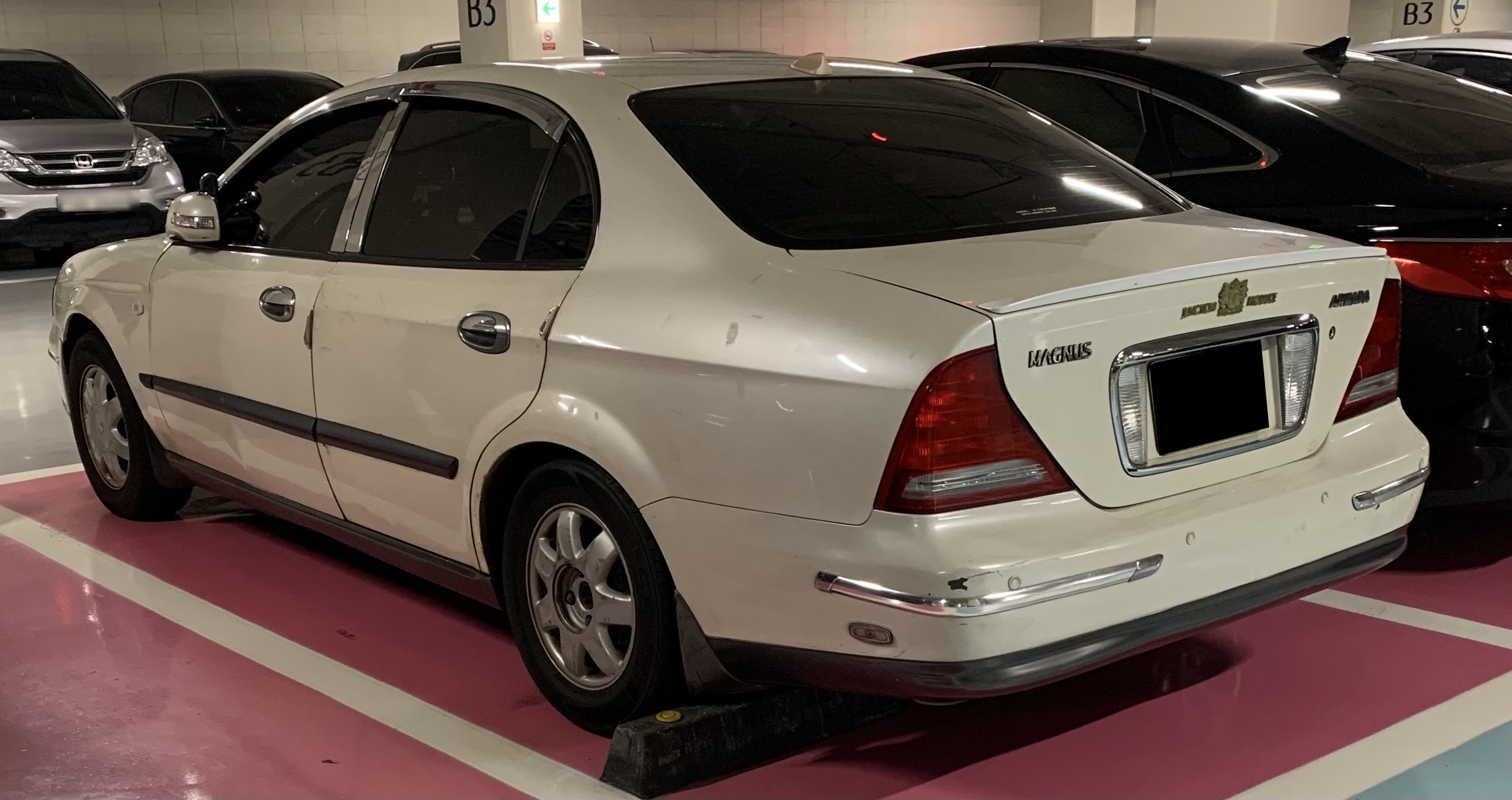
GM대우 매그너스(클래식) 후측면

## 제원
- 전장 (mm) : 4,770
- 전폭 (mm) : 1,815
- 전고 (mm) : 1,440
- 축거 (mm) : 2,700
- 윤거 (전, mm) : 1,550
- 윤거 (후, mm) : 1,535
- 승차정원 : 5명
- 변속기 : 수동 5단/자동 4단
- 구동형식 : 전륜 구동

| 구분                 | 2.0 SOHC                                                     | 2.0 DOHC                                                   | L6 2.0 DOHC                        | L6 2.5 DOHC |
| -------------------- | ------------------------------------------------------------ | ---------------------------------------------------------- | ---------------------------------- | ----------- |
| 엔진 형식            | C20NED                                                       | C20SED                                                     | X20D1                              | X25D1       |
| 연료                 | 가솔린                                                       | 가솔린                                                     | 가솔린                             | 가솔린      |
| 배기량(cc)           | 1,998                                                        | 1,998                                                      | 1,993                              | 2,492       |
| 최고출력(ps / rpm)   | 115/5,200                                                    | 148/5,400 (이후 130/5,400으로 변경)                        | 142/6,300                          | 157/5,800   |
| 최고속도(km/h)       | -                                                            | -                                                          | -                                  | 210         |
| 최대토크(kg*m / rpm) | 18.1/4,000                                                   | 19.6/4,000 (이후 18.4/4,000으로 변경)                      | 19.1/3,800                         | 24.5/4,000  |
| 연비(km/l)           | 13.1(수동)/ 11.1(자동) (이후 12.0(수동)/ 9.0(자동)으로 변경) | 13.6(수동)/ 11.5(자동) (이후 12.6(수동)/ 9.5(자동)로 변경) | 11.3(자동) (이후 9.5(자동)로 변경) | 9.1(자동)   |

## 역대 슬로건

### 1세대(V200)
- 내 남자의 자신감 (매그너스)
- 매그너스는 직렬 6기통입니다 (매그너스)
- 빠질만한 이유가 있다 (매그너스)

## 미디어 속의 매그너스

### 영화
- 선생 김봉두에서  김봉두(차승원 분)의 차로 나왔다.
- 튜브에서 장도준(김석훈 분)의 개인용 수사 차량으로 나왔으며, 경찰차로도 나왔다.
- 투사부일체에서 경찰 형사의 수사용 차량으로도 나왔다.
- 퀵의 초반부에 주차장 폭발씬에서 차량들 촬영용으로 CG로 덧씌운건 5세대 렉서스 ES와 세워둔 차가 폭발하는 에쿠스를 날아간 지붕 위로 얹어버린 차량으로 쓰였다. 이외에도 작중 중반부 고속도로 가스통씬에선 매그너스가 나오며 가스통을 피하려다 가드레일을 들이박았다.
- 더 테러 라이브에서 마포대교 상판에 갇혀있는 차들 중 하나로 나온다.
- 검은 사제들에서 작중 초반 이탈리아인 신부들이 악령이 빙의된 돼지를 붙잡은채 사용한 자동차로 등장한다. 이 차는 쌍용 렉스턴 1세대와 현대 마이티에 치여 부서진다.
- 보안관에서는 주인공 최대호의 차량으로 나온다.

### 드라마
- 순풍산부인과에서 오지명의 차량으로 나온다.
- RNA에서는 조영숙(선우은숙 분)의 차량으로 백진주색 매그너스 클래식 2.0 로얄 모델이 등장한다.
- 메디컬 센터에서 김상경의 차량으로 나온다.
- 천사의 분노에서 이세창의 차량으로 나온다.
- 내일은 맑음에서 이창훈의 차량으로 나온다.
- 비단향꽃무에서 류진의 차량으로 나온다.
- 로펌에서는 정영웅(송승헌 분)의 차량으로 백진주색, 금색 매그너스 클래식 2.0 로얄 모델이 등장한다.
- 수호천사에서 윤다훈의 차량으로 나온다.
- 선물에서 박시은의 차량으로 나온다.
- 사랑을 예약하세요에서는 신재원(심형탁 분)의 차량으로 흑색 매그너스 이글 2.0 슈퍼 모델이 등장한다.
- 파리의 연인에서는 윤수혁(이동건 분)의 차량으로 매그너스 클래식 L6 2.5 (그라나다 블랙 & 웜 미드 그레이 투톤) 모델이 나온다. 아울러 드라마 종영 이후 박신양이 매그너스 광고를 찍을때 탔던 모델도 매그너스 클래식 L6 2.5 (그라나다 블랙 & 웜 미드 그레이 투톤) 모델이다.
- 미안하다 사랑한다에서는 차무혁(소지섭 분)의 차량으로 백진주색 매그너스 이글 L6 2.5 모델이 등장한다.
- 스파이 명월에서는 최종회에서 북한 스파이인 한명월(한예슬 분)이 탑승한 차량이 매그너스였고 주행 중 저격수의 총격으로 인해 차량이 중심을 잃고 낭떠러지에 떨어져서 폭발한다.

### 게임
- 시티레이서에서 EGL-200이라는 이름으로 등장. 이름에서 알수 있듯 매그너스 이글 2.0 모델이다. 인게임에서 3번째로 나왔던 중형차였는데 실제와는 달리 FR스러운 잘 미끄러운 주행성능이라 상급자 차량으로 지향이 됐다.
- 스키드러쉬에서 CONDOL이라는 이름으로 시작부터 탈수 있는 모델 중 하나로 등장한다.